# Wartenstein (Steiermark)
Der Wartenstein ist eine Erhebung mit einer Höhe von 803 m ü. A. in der Gemeinde Krottendorf-Gaisfeld im Bezirk Voitsberg. Er ist ein Vorberg der Koralpe und auf ihm wurden die Reste einer prähistorischen Höhensiedlung gefunden, welche der Chamer Kultur angehörte oder zumindest unter deren Einfluss stand.

## Geografie und Geologie

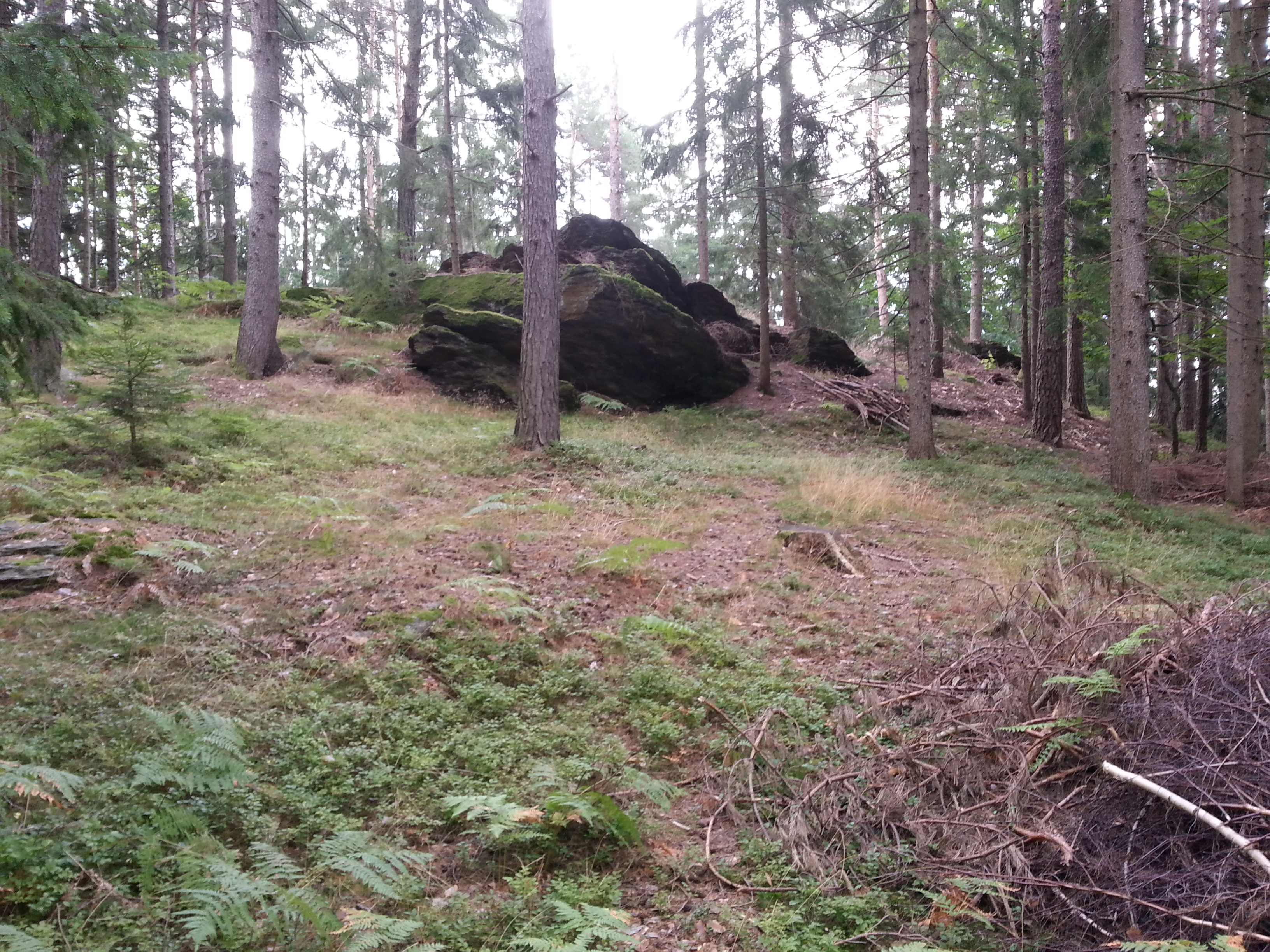
Felsformation in der Nähe des Gipfels

Der Wartenstein besteht aus plattig geschichteten Glimmerschiefer mit Granateinschlüssen und liegt etwas abgesetzt vom Kainachtal zwischen der Teigitsch und dem Ligistbach. Er erhebt sich zwischen 400 und 450 Meter über den umgebenden Talboden. Der Berg ist ein ostnordöstlicher Ausläufer der Koralpe und mit dieser über einen nur durch flache Bachbetten unterbrochenen Sattel verbunden.
Der Gipfel gliedert sich in drei nach Westen und Südwesten hin abgetreppte, fast ebene Felsstufen mit einer Gesamtfläche von ungefähr 1000 m². Durch zum Teil übereinander getürmte Schieferplatten wird der gesamte Gipfelbereich terrassenartig gegliedert. Nach Norden und Süden hin fällt der Berg steil ab, bildet aber unterhalb des Gipfelstockes, teilweise durch Felsabstürze voneinander getrennt, mehr oder weniger ebene Flächen, welche wiederum in flachere Berghänge übergehen. Einer der Felsabstürze am Südhang ist etwa 12 Meter hoch, überhängend und ähnelt einem Abri. In östliche Richtung fällt der Wartenstein weniger steil ab und bildet nach einer Einsattlung etwa 200 Meter vom Gipfel entfernt eine von Felsen umstandene ebene Kuppe. Im Westen fällt der Berg abrupt in einem acht Meter hohen Felsabsturz ab, ist aber durch einen anschließenden breiten und ebenen Bergrücken mit der Koralpe verbunden.
Vom Gipfel aus hat man einen Rundblick über die umliegenden Berge, die Vorberge des Steirischen Randgebirges sowie nach Osten und Südosten hin in das Murtal. Die umliegenden Hügelrücken und Täler bleiben jedoch verdeckt.

## Flora
Die Terrassen in Gipfelnähe sind mit einem lichten Kiefernwald, der im Süden und Westen mit Edelkastanien (Castanea sativa) durchsetzt ist, sowie mit Moosen, Heidekräutern (Erica) und Heidelbeeren (Vaccinium myrtillus) bewachsen, was auf ein für diese Seehöhe ungewöhnlich mildes Klima schließen lässt. Nur im nördlichen und östlichen Teil des Berges sowie an den tiefergelegen Berghängen findet man Fichten (Picea abies) vor.

## Geschichte und Bebauung
Der Wartenstein diente aufgrund der vielen ebenen Flächen in Gipfelnähe vermutlich bereits in prähistorischer Zeit als natürliche Fluchtburg. Funde lassen auf eine Höhensiedlung schließen, welche der Chamer Kultur angehörte oder zumindest unter deren Einfluss stand. Der Wartenstein liegt mehr als 150 Kilometer von der nächstgelegenen Fundstelle dieser Kultur entfernt und würde deren südöstliche Verbreitungsgrenze markieren. Das Gelände am Berg scheint nicht durch Menschen verändert worden zu sein. Zwei flache Stellen direkt östlich und südlich des Gipfels könnten Podien darstellen. Obwohl der Name auf eine mittelalterliche Nutzung hinweist, wurden keine Belege für eine Burganlage oder ähnliches gefunden.
Im Jahr 1986 wurde am Wartenstein eine Sendestation der Feuerwehr errichtet.